# Stiftung Genshagen
Die Stiftung Genshagen ist eine gemeinnützige Stiftung bürgerlichen Rechts. Stifter sind die Beauftragte der Bundesregierung für Kultur und Medien und das Land Brandenburg. Sie wurde 1993 von Brigitte Sauzay und Rudolf von Thadden zunächst als „Berlin-Brandenburgisches Institut für deutsch-französische Zusammenarbeit in Europa“ (BBI) gegründet. 2005 wurde das BBi in eine rechtsfähige Stiftung bürgerlichen Rechts umgewandelt. Dem Stiftungsvorstand gehören Susanne Keuchel, Armin Laschet und Martin Koopmann an, Ehrenpräsidentin ist Rita Süssmuth.
Als Schnittstelle zwischen Staat und Zivilgesellschaft verfolgt die Stiftung in ihren Arbeitsbereichen „Europäischer Dialog – Europa politisch denken“ und „Kunst- und Kulturvermittlung in Europa“ das Ziel, Europa in seiner politischen Handlungsfähigkeit, sozialen Kohärenz, wirtschaftlichen Dynamik und kulturellen Vielfalt zu stärken. Sie veranstaltet Begegnungen und Dialoge zwischen Akteuren aus Kunst, Kultur, Politik, Wirtschaft, Wissenschaft und Medien unter besonderer Berücksichtigung der Beziehungen zwischen Deutschland, Frankreich und Polen im Sinne des Weimarer Dreiecks. In politikbegleitenden Konferenzen, Bildungs- und Jugendprojekten, Residenzen und Expertenrunden werden die Grundfragen des Miteinanders in Europa generationsübergreifend und oft interdisziplinär behandelt, um neue Denkansätze und Lösungswege für Herausforderungen in Gesellschaft und Politik zu ermöglichen.
Als umfassende Informationsquelle über die Entwicklung des Weimarer Dreiecks pflegt die Stiftung Genshagen auf ihrer Website mit dem Weimarer-Dreieck-Portal ein Archiv mit allen zur Verfügung stehenden, offiziellen Dokumenten zu Treffen der Staats- und Regierungschefs sowie Außen- und Europaminister in den jeweils verfügbaren Sprachen.
Sitz der Stiftung ist das Schloss Genshagen bei Ludwigsfelde, 9 km südlich von Berlin.